# 條斑鱗鮨
條斑鱗鮨，為輻鰭魚綱鱸形目鱸亞目鮨科的其中一種，分布於東太平洋區，從美國加州南部至秘魯海域，棲息深度21-40公尺，體長可達100公分，生活在礁石區，為底棲性魚類，屬肉食性，以魚類、甲殼類為食，可作為食用魚及遊釣魚。